# Juan Heguy
Juan Heguy, vollständiger Name Juan Carlos Heguy, (* 19. oder 20. Jahrhundert) war ein uruguayischer Fußballspieler.

## Karriere

### Verein
Offensivakteur Heguy spielte auf Vereinsebene mindestens 1922 für den in Montevideo beheimateten Klub Central in der Primera División.

### Nationalmannschaft
Heguy war Mitglied der A-Nationalmannschaft Uruguays. Er gehörte dem Aufgebot Uruguays bei der Südamerikameisterschaft 1922 an. Dort kam er in den beiden Spielen gegen Chile (23. September 1922) und Brasilien (1. Oktober 1922) zum Einsatz. Beim 2:0-Sieg gegen Chile erzielte er das zwischenzeitliche 1:0.